# Иванащенко, Леонтий Артёмович
Леонтий Артёмович Иванащенко (7 августа 1913, Чигирин, Киевская губерния — 1996) — юрист, специалист по международному и морскому праву; выпускник Высшего военно-морского училища имени Фрунзе (1938), доктор юридических наук с диссертацией о правовых вопросах военного мореплавания (1974), профессор кафедры международного права РУДН.

## Биография
Леонтий Иванащенко родился 7 августа 1913 года (иногда, ошибочно — в 1922 году) в городе Чигирин, Киевская губерния Российской империи. В период с 1934 по 1938 год он учился в Ленинграде — в Высшем военно-морском училище имени М. В. Фрунзе. После получения высшего образования стал кадровым офицером советского Военно-морского флота: проходил службу на Черноморском флоте — на командных должностях на подводных лодках. В годы Второй мировой войны участвовал в боевых походах; был награждён орденом Красного Знамени, орденом Отечественной войны (I степени), орденом Красной Звезды и рядом медалей. В августе 1957 года стал капитаном 1 ранга.
После войны, в 1949 году, Иванащенко стал выпускником военно-морского факультета московской Военно-юридической академии РККА (ВЮА). После этого, в период с 1949 по 1967 год, служил на кафедре стратегии и оперативного искусства ВМФ, являвшейся частью Военно-морской академии имени Н. Г. Кузнецова (ВМА); в академии он последовательно занимал должности преподавателя и старшего преподавателя; читал здесь курс по международному морскому праву. В 1963 году стал начальником кафедры международного морского права. Кроме того, в тот период он экстерном сдал экзамены по курсу ВМА, получив таким образом высшее военно-морское образование. В июне 1966 года вышел в запас по состоянию здоровья.
В 1968—1986 годах Иванащенко являлся старшим научным сотрудником и профессором-консультантом в Институте государства и прав АН СССР (ИГП); входил в состав ученых советов. В 1952 году защитил во ВЮА кандидатскую диссертацию на тему «Международно-правовой режим прибрежных морских вод» — стал кандидатом юридических наук. Два десятилетия спустя, в 1974 году, защитил в ИГП докторскую диссертацию по теме «Международно-правовые проблемы военного мореплавания и международная безопасность» — стал доктором юридических наук. В 1983 году ему было присвоено звание профессора.
Иванащенко являлся одним из учредителей Советской ассоциации международного права; он являлся почетным членом Ассоциации международного морского права и входил в число учредителей комитета «Мир океанам» — являлся членом бюро и президиума данного комитета. Входил в редакционную коллегию бюллетеня «Мир океанам» и участвовал в ряде международных форумов, включая Международный семинар по военно-морским разоружениям, проходивший в Москве в 1990 году, и международную конференцию «Ядерное оружие, человеческое измерение и безопасность», также проходившую в российской столице в 1992. Иванащенко читал курсы лекций в ряде московских ВУЗов, включая Дипломатическую академию МИД СССР и Университете дружбы народов (РУДН).

## Работы
Леонтий Иванащенко являлся автором и соавтором более ста научных работ по международному морскому праву; он исследовал проблем обеспечения международной безопасности (как международно-правовые, так и военно-стратегические аспекты). Полагал «своим долгом содействовать устранению укоренившегося в Вооруженных Силах нашего Отечества международно-правового нигилизма»:
- «Общие основы международного морского права» (Л., 1959, 1965);
- «Международное морское право» (Л., 1961);
- «Правовые вопросы режима открытого моря» (М., 1970);
- «Правовые вопросы международного военного мореплавания» (М., 1971).
- Борьба народов за свободу и независимость и вопрос о законности морской блокады / Л. А. Иванащенко // Советский ежегодник международного права. 1975 = Soviet year-book of international law. 1975 / Советская Ассоциация международного права. — М.: Наука, 1977. — С. 192—203.
- Право международной безопасности — новая отрасль современного международного права / Л. А. Иванащенко // Советское государство и право. — М., 1985. — № 6 (июнь). — С. 99—106.